# Lecanora wilsonii
Lecanora wilsonii är en lavart som beskrevs av Müll. Arg. Lecanora wilsonii ingår i släktet Lecanora och familjen Lecanoraceae.  Utöver nominatformen finns också underarten xanthophora.